# Simulium egregium
Simulium egregium är en tvåvingeart som beskrevs av Seguy 1930. Simulium egregium ingår i släktet Simulium och familjen knott.
Artens utbredningsområde är Marocko. Inga underarter finns listade i Catalogue of Life.